# Serra de Alhama
A Serra de Alhama é um maciço montanhoso que faz parte da cordilheira Penibética situada entre as províncias de Málaga e Granada, Andaluzia, Espanha. Juntamente com as serras de Tejeda e de Almijara constitui a fronteira natural entre aquelas províncias, separando a Axarquía da depressão de Granada. Nessas serras encontra-se o Parque Natural das Serras de Tejeda, Almijara e Alhama.
A serra ocupa uma área de cerca de 36 km², a oeste da serra de Tejeda e a leste do porto dos Alazores (na serra de São Jorge), e separa as comarcas de Axarquía e de Alhama. O cume mais alto é o Pico de la Torca, a 1 500 m de altitude. Outros picos importantes são o Hoyo del Toro (1 353 m), o Cerro de Marchamonas, com (1 272 m) e o Morrón de la Cuna (1 222 m). É na serra de Alhama que se encontra o Boquete de Zafarraya, um passo de montanha a 992 m de altitude, a passagem natural entre a Axarquía malaguenha e a província de Granada.